# Columba de Cornualles
Columba de Cornualles, más conocida como Santa Columba de Cornualles, fue una santa de la Iglesia católica que se cree vivió en el siglo VI, popular en Cornualles y otras regiones celtas.

## Leyenda
La leyenda cuenta que Columba se convirtió al cristianismo cuando el Espíritu Santo se le apareció en forma de paloma (columba en latín). La leyenda está documentada en un manuscrito conservado en la Biblioteca de Cambridge (Reino Unido), escrito por Rosecarrack durante el reinado de Isabel I de Inglaterra, quien afirmó haber tomado la leyenda de información local.
Según la leyenda, Columba fue la hija del rey Lodan y de la reina Manigild, ambos paganos. Columba, para escapar del matrimonio con un príncipe también pagano, se embarcó hacia Cornualles hasta cerca de Trevelgue Head, donde desembarcó. Allí fue seguida por el príncipe; luego a través del bosque que es ahora Porth Beach, por Rialton y Treloy, hasta que finalmente el príncipe la capturó en Ruthvoes, dos millas al sur de St. Columb Major. En ese lugar el príncipe la decapitó por despecho y donde la sangre cayó surgió un arroyo cuyo curso formó un río, aún sin nombre, que desemboca en St. Columb Porth, siguiendo el camino que hizo Columba.

## Análisis
El historiador británico David Nash Ford sugiere que los nombres de los padres de Santa Columba, Lodan y Manigild, son en realidad formas tergiversadas de los nombres del rey Lot y de la reina Morgause, de la Leyenda del Rey Arturo.
Esta historia es también similar a la de Santa Columba de Sens del siglo III y también a la de Santa Columba de Córdoba del siglo IX. Por lo tanto, es probable que las leyendas de Santa Columba de Cornualles y de Santa Columba de Córdoba hayan sido una adaptación de la leyenda de Santa Columba de Sens. Esto no quiere decir que no hayan existido las tres. Simplemente que sus leyendas podrían haber sido tomadas una de la otra. Incluso, las leyendas de las distintas Santa Columba son muy similares a la de la ninfa griega Aretusa.
Columba es un nombre común entre los irlandeses.